# Cục Đo đạc, Bản đồ và Thông tin địa lý Việt Nam
Cục Đo đạc, Bản đồ và Thông tin địa lý Việt Nam (tiếng Anh: Department Of Survey, Mapping and Geographic Information Viet, viết tắt là DOSM) là cơ quan trực thuộc Bộ Tài nguyên và Môi trường, có chức năng tham mưu, giúp Bộ trưởng Bộ Tài nguyên và Môi trường thực hiện quản lý nhà nước về đo đạc, bản đồ và thông tin địa lý; tổ chức thực hiện các dịch vụ công về đo đạc, bản đồ và thông tin địa lý theo quy định của pháp luật.
Chức năng, nhiệm vụ, quyền hạn và cơ cấu tổ chức của Cục Đo đạc, Bản đồ và Thông tin địa lý Việt Nam được quy định tại Quyết định số 2779/QĐ-BTNMT ngày 24 tháng 10 năm 2022 của Bộ trưởng Bộ Tài nguyên và Môi trường.

## Lịch sử phát triển[2]
Lịch sử phát triển của Cục Đo đạc, Bản đồ và Thông tin địa lý Việt Nam có thể được tóm tắt như sau:
1. Giai đoạn 14/12/1959 - 29/1/1974: Cục Đo đạc và Bản đồ trực thuộc Phủ Thủ tướng.
2. Giai đoạn 29/1/1974 - 22/4/1994: Cục Đo đạc và Bản đồ Nhà nước trực thuộc Hội đồng Bộ trưởng.
3. Giai đoạn 22/4/1994 - 5/8/2002: Tổng cục Địa chính.
4. Giai đoạn 5/8/2002 - 25/3/2008: Cục Đo đạc và Bản đồ trực thuộc Bộ Tài Nguyên và Môi trường.
5. Giai đoạn 25/3/2008 - 15/5/2017: Cục Đo đạc và Bản đồ Việt Nam trực thuộc Bộ Tài Nguyên và Môi trường.
6. Giai đoạn 16/5/2017 - nay: Cục Đo đạc, Bản đồ và Thông tin địa lý Việt Nam trực thuộc Bộ Tài Nguyên và Môi trường.

## Lãnh đạo Cục[3]
(Theo Điều 3 Quyết định số 2779/QĐ-BTNMT ngày 24 tháng 10 năm 2022 của Bộ trưởng Bộ Tài nguyên và Môi trường)
1. Cục Đo đạc, Bản đồ và Thông tin địa lý Việt Nam có Cục trưởng và không quá 03 Phó Cục trưởng.
2. Cục trưởng chịu trách nhiệm trước Bộ trưởng và trước pháp luật về mọi hoạt động của Cục; xây dựng quy chế làm việc của Cục; ký các văn bản về chuyên môn, nghiệp vụ theo chức năng, nhiệm vụ được giao và các văn bản khác theo phân công, ủy quyền của Bộ trưởng.
3. Phó Cục trưởng giúp việc Cục trưởng, chịu trách nhiệm trước Cục trưởng và trước pháp luật về lĩnh vực công tác được phân công.
- Cục trưởng: Hoàng Ngọc Lâm[4]
- Phó Cục trưởng:

1. Phan Ngọc Mai
2. Hoàng Ngọc Huy
3. Dương Văn Hải

## Nhiệm vụ và quyền hạn
(Theo Điều 2 Quyết định số 2779/QĐ-BTNMT ngày 24 tháng 10 năm 2022 của Bộ trưởng Bộ Tài nguyên và Môi trường)
1. Trình Bộ trưởng dự thảo các văn bản quy phạm pháp luật, chiến lược, chính sách, quy hoạch, kế hoạch, chương trình, đề án, dự án, nhiệm vụ chuyên môn, tiêu chuẩn quốc gia, quy chuẩn kỹ thuật quốc gia, quy định kỹ thuật, định mức kinh tế - kỹ thuật, đơn giá sản phẩm về đo đạc, bản đồ và thông tin địa lý thuộc phạm vi quản lý; hướng dẫn, kiểm tra và tổ chức thực hiện sau khi được phê duyệt.
2. Theo dõi, tổng hợp, định kỳ báo cáo Bộ trưởng về tình hình hoạt động đo đạc, bản đồ và thông tin địa lý trên phạm vi cả nước.
3. Cấp, gia hạn, bổ sung, cấp lại, cấp đổi và thu hồi giấy phép hoạt động đo đạc và bản đồ; cấp, gia hạn, cấp lại, cấp đổi và thu hồi chứng chỉ hành nghề đo đạc và bản đồ; kiểm tra việc thực hiện nội dung hoạt động đo đạc bản đồ đối với các tổ chức, cá nhân được cấp phép; cấp, thu hồi, hủy bỏ Giấy chứng nhận lưu hành tự do (CFS) sản phẩm, hàng hóa xuất và nhập khẩu đối với mặt hàng đo đạc và bản đồ theo quy định của pháp luật và theo phân công của Bộ trưởng.
4. Tổ chức xây dựng, cập nhật, quản lý, vận hành, khai thác hạ tầng dữ liệu không gian địa lý quốc gia theo quy định của pháp luật, hệ thống số liệu gốc đo đạc quốc gia, hệ thống số liệu các mạng lưới đo đạc quốc gia, hệ thống dữ liệu ảnh hàng không, cơ sở dữ liệu nền địa lý quốc gia và hệ thống bản đồ địa hình quốc gia, công trình hạ tầng đo đạc cơ bản, Cổng thông tin không gian địa lý Việt Nam; hệ thống địa danh trên bản đồ, bản đồ hành chính Việt Nam, atlas quốc gia; tổ chức việc thành lập, cập nhật, xuất bản và phát hành các sản phẩm bản đồ theo quy định của pháp luật.
5. Lưu trữ và cung cấp thông tin, dữ liệu, sản phẩm đo đạc và bản đồ thuộc phạm vi quản lý theo quy định của pháp luật.
6. Hướng dẫn công tác xuất bản, in, phát hành, trao đổi, quản lý, khai thác, sử dụng, cung cấp, xuất nhập khẩu các sản phẩm, dữ liệu đo đạc, bản đồ cơ bản và thông tin địa lý; xác nhận tính hợp pháp, hợp chuẩn, hợp quy của dữ liệu đo đạc, bản đồ và thông tin địa lý; kiểm tra, thẩm định, nghiệm thu khối lượng, chất lượng sản phẩm đo đạc, bản đồ cơ bản và chuyên ngành thuộc phạm vi quản lý; kiểm tra sản phẩm đo đạc và bản đồ chuyên ngành theo phân công của Bộ trưởng; xét duyệt nội dung dữ liệu đo đạc, bản đồ, ảnh hàng không thuộc bí mật quốc gia theo quy định của pháp luật; kiến nghị đình chỉ việc xuất bản và phát hành hoặc thu hồi các xuất bản phẩm bản đồ theo quy định của pháp luật.
7. Hướng dẫn, kiểm tra và tổ chức thực hiện việc kiểm định, hiệu chuẩn, thử nghiệm, kiểm nghiệm phương tiện đo sử dụng trong hoạt động đo đạc và bản đồ theo quy định của pháp luật về đo lường, chất lượng sản phẩm, hàng hóa.
8. Thẩm định về sự cần thiết, phạm vi, giải pháp kỹ thuật công nghệ của nội dung đo đạc và bản đồ trong các chương trình, dự án, nhiệm vụ có sử dụng ngân sách Trung ương do Bộ, cơ quan ngang Bộ, cơ quan thuộc Chính phủ tổ chức thực hiện; thẩm định dự án, nhiệm vụ đo đạc và bản đồ cơ bản do Ủy ban nhân dân cấp tỉnh tổ chức thực hiện.
9. Tham gia xây dựng các văn bản quy phạm pháp luật về đo đạc, thành lập bản đồ chuyên ngành, xây dựng định mức kinh tế - kỹ thuật thành lập bản đồ chuyên ngành, thẩm định quy hoạch, kế hoạch sử dụng đất của Uỷ ban nhân dân cấp tỉnh theo phân công của Bộ trưởng.
10. Tổ chức đo đạc, chỉnh lý, bổ sung bản đồ địa giới hành chính phục vụ việc thành lập, giải thể, nhập, chia, điều chỉnh địa giới hành chính cấp tỉnh, giải quyết tranh chấp liên quan đến địa giới hành chính cấp tỉnh theo quy định của pháp luật; xây dựng, cập nhật cơ sở dữ liệu đo đạc và bản đồ về địa giới hành chính.
11. Tổ chức đo đạc, thành lập bản đồ địa hình để hoạch định, phân giới, cắm mốc biên giới quốc gia và phục vụ quản lý biên giới quốc gia; xây dựng, cập nhật cơ sở dữ liệu đo đạc và bản đồ về biên giới quốc gia; đo đạc, thành lập, cập nhật bộ bản đồ chuẩn biên giới quốc gia; hướng dẫn việc thể hiện đường biên giới quốc gia, chủ quyền lãnh thổ trên sản phẩm đo đạc và bản đồ, xuất bản phẩm bản đồ.
12. Tổ chức ứng dụng, chuyển giao công nghệ, thực hiện các nhiệm vụ nghiên cứu khoa học và phát triển công nghệ trong lĩnh vực đo đạc, bản đồ và thông tin địa lý theo phân công của Bộ trưởng.
13. Làm đầu mối tham gia các hoạt động hợp tác quốc tế trong lĩnh vực đo đạc, bản đồ và thông tin địa lý; tham gia các tổ chức, diễn đàn quốc tế về đo đạc, bản đồ và thông tin địa lý theo phân công của Bộ trưởng.
14. Kiểm tra, thanh tra, giải quyết khiếu nại, tố cáo, xử lý các vi phạm pháp luật trong lĩnh vực đo đạc, bản đồ và thông tin địa lý theo quy định và theo phân công của Bộ trưởng; trả lời các tổ chức, cá nhân về chính sách, pháp luật đo đạc và bản đồ theo phân công của Bộ trưởng.
15. Phối hợp quản lý các hội, tổ chức phi chính phủ hoạt động trong lĩnh vực đo đạc, bản đồ và thông tin địa lý.
16. Thực hiện công tác tuyên truyền, phổ biến, giáo dục pháp luật, chính sách về đo đạc, bản đồ và thông tin địa lý; phối hợp thực hiện công tác thi đua, khen thưởng trong lĩnh vực đo đạc, bản đồ và thông tin địa lý theo quy định và theo phân công của Bộ trưởng.
17. Tổ chức thực hiện cải cách hành chính theo chương trình, kế hoạch cải cách hành chính của Bộ và phân công của Bộ trưởng.
18. Quản lý tổ chức, vị trí việc làm, biên chế; công chức, viên chức, người lao động thuộc Cục theo theo quy định và theo phân công của Bộ trưởng; tham gia đào tạo, bồi dưỡng kiến thức chuyên môn, nghiệp vụ về đo đạc, bản đồ và thông tin địa lý.
19. Quản lý tài chính, tài sản; thực hiện trách nhiệm của đơn vị dự toán cấp II đối với các đơn vị trực thuộc Cục theo quy định của pháp luật.
20. Thống kê, báo cáo định kỳ và đột xuất thuộc lĩnh vực đo đạc, bản đồ và thông tin địa lý, về tình hình thực hiện nhiệm vụ được giao.
21. Thực hiện các nhiệm vụ khác do Bộ trưởng phân công.

## Cơ cấu tổ chức
(Theo Điều 4 Quyết định số 2779/QĐ-BTNMT ngày 24 tháng 10 năm 2022 của Bộ trưởng Bộ Tài nguyên và Môi trường)

### Các đơn vị quản lý nhà nước[5]
- Văn phòng Cục
- Phòng Kế hoạch - Tài chính
- Phòng Tổ chức cán bộ và Hợp tác quốc tế
- Phòng Công nghệ đo đạc, bản đồ và thông tin địa lý
- Phòng Chính sách và Quản lý hoạt động đo đạc, bản đồ, thông tin địa lý

### Các đơn vị sự nghiệp[6]
- Trung tâm Biên giới và Địa giới
- Trung tâm Kiểm định chất lượng sản phẩm đo đạc và bản đồ
- Trung tâm Thông tin dữ liệu đo đạc và bản đồ
- Trung tâm Điều tra - Xử lý dữ liệu đo đạc và bản đồ
- Trung tâm Trắc địa và Bản đồ biển